# Barrio de Guadalupe, Guerrero
Barrio de Guadalupe är en ort i Mexiko.   Den ligger i kommunen Atlamajalcingo del Monte och delstaten Guerrero, i den sydöstra delen av landet, 250 km söder om huvudstaden Mexico City. Barrio de Guadalupe ligger 2 146 meter över havet och antalet invånare är 354.
Terrängen runt Barrio de Guadalupe är huvudsakligen kuperad, men åt sydväst är den bergig. Runt Barrio de Guadalupe är det ganska tätbefolkat, med 65 invånare per kvadratkilometer. Närmaste större samhälle är Malinaltepec, 5,7 km väster om Barrio de Guadalupe. I omgivningarna runt Barrio de Guadalupe växer huvudsakligen savannskog.